# Miroslav Kubásek
Miroslav Kubásek (* 6. června 1974 Moravská Třebová) je český environmentalista, informatik, vysokoškolský pedagog, aikidoka. V letech 2016 až 2024 byl zastupitelem Jihomoravského kraje, od roku 2022 je zastupitelem města Brna, člen hnutí ANO.

## Vzdělání
Po absolvování Střední průmyslové školy Elektrotechnické v Brně (maturoval v roce 1992) vystudoval Fakultu informatiky Masarykovy univerzity v Brně (promoval v roce 2001), poté zde také absolvoval doktorské studium (doktorská zkouška 2007, rigorózní řízení 2008).

## Pedagogická činnost
V letech 2001–2006 se podílel na výuce na Fakultě informatiky Masarykovy univerzity v Brně. Od roku 2007 působí na Institutu biostatistiky a analýz Masarykovy univerzity v Brně (IBA), kde zajišťuje výuku informatických předmětů studijního oboru „matematická biologie“. Současně je publikačně činný jak v domácích, tak hlavně v zahraničních odborných časopisech a na mezinárodních konferencích.

## Vědecká činnost
Byl spoluřešitelem několika vědeckých projektů (2010–2012: FP7 n°247893 TaToo Tagging Tool based on a Semantic Discovery Framework) a podílel se na tvorbě specializovaných webových analytických portálů z oblasti lékařství, epidemiologie a environmentálního monitoringu (kontaminace životního prostředí chemickými látkami, zejména perzistentními organickými polutanty).

## Dobrovolnická činnost
Je zakladatelem a propagátorem celorepublikové úklidové akce Ukliďme Česko, autorem systému pro hlášení podnětů od občanů ZmapujTo a autorem webové a mobilní odpadové aplikace Kam s ním?. Od roku 2018 se stal národním zástupcem a organizátorem Celosvětového úklidového dne (World Cleanup Day) pro Českou republiku.

## Podnikatelská sféra
Od roku 2003 je jednatelem společnosti EnviWeb s.r.o.

## Politická angažovanost
Byl členem hnutí ANO 2011, za které byl v krajských volbách v roce 2016 zvolen zastupitelem Jihomoravského kraje. Dne 16. listopadu 2016 se stal radním kraje pro oblast životního prostředí, od 1. března 2018 se pak stal předsedou Výboru pro meziregionální vztahy. Od 22. května 2017 do 24. ledna 2020 byl za Jihomoravský kraj alternujícím členem Evropského výboru regionů.
Ve volbách v roce 2020 obhájil, tentokrát jako nestraník za hnutí ANO 2011, post krajského zastupitele. Ve volbách v roce 2024 již nekandidoval.
V komunálních volbách v roce 2022 byl za hnutí ANO zvolen zastupitelem města Brna. Kandidoval též do Zastupitelstva městské části Brno-střed, v tomto případě však neuspěl.

## Osobní život
Je ženatý, má syna Miroslava a dceru Annu.

## Sport
Od roku 1991 se věnuje bojovému umění Aikido, je nositelem stupně 2.dan Aikikai (2000 Nobuyoshi Tamura). V letech 1998–2005 vyučoval aikido v Brně pod hlavičkou Centra sportovních aktivit VUT Brno. Od roku 2005 se také věnuje dalším bojovým a sebeobranným stylům (Kick-box, MMA, KRAV-MAGA, Crazy Monkey, RBSD). Od roku 2011 je členem sportovního oddílu Podvodního ragby "UWR Geofyzika".

## Vybrané publikace
- KUBÁSEK, Miroslav a Jiří HŘEBÍČEK. Involving Citizens into Mapping of Illegal Landfills and other civic issues in the Czech Republic. In Ames, D. P., Quinn, N. W. T., Rizzoli, A. E. Proceedings of the 7th International Congress on Environmental Modelling and Software. San Diego: iEMSS, 2014.
- Hřebíček Jiří, RNDr. Miroslav Kubásek, Ph.D.: Environmentální informační systémy. Multimediální podpora výuky klinických a zdravotnických oborů: Portál Lékařské fakulty Masarykovy univerzity [online] 11. 6. 2012, poslední aktualizace 23. 7. 2012 [cit. 2014-01-21] . ISSN 1801-6103.
- KUBÁSEK, Miroslav. Mapping of Illegal Dumps in the Czech Republic - Using a Crowd-Sourcing Approach.: Springer, 2013. s. 177–187, 11 s. ISBN 978-3-642-41150-2.
- HŘEBÍČEK, Jiří, Gerald SCHIMAK, Miroslav KUBÁSEK a Andrea RIZZOLI. Preface. In Hřebíček, J.; Schimak, G.; Kubásek, M.; Rizzoli, A.E.. Environmental Software Systems. Fostering Information Sharing, 10th IFIP WG 5.11 International Symposium, ISESS 2013, Neusiedl am See, Austria, October 9–11, 2013. Proceedings. Berlin Heidelberg: Springer, 2013. s. 5–12, 13 s. ISBN 978-3-642-41151-9.
- Hřebíček Jiří, RNDr. Miroslav Kubásek, Ph.D., Mgr. Lukáš Kohút, prof. RNDr. Luděk Matyska, CSc., Mgr. Lucia Tokárová, Mgr. et Mgr. Jaroslav Urbánek: Vědecké výpočty v matematické biologii. Multimediální podpora výuky klinických a zdravotnických oborů: Portál Lékařské fakulty Masarykovy univerzity [online] 11. 6. 2012, poslední aktualizace 23. 7. 2012 [cit. 2014-01-21] . ISSN 1801-6103.
- DUŠEK, Ladislav, Jan MUŽÍK, Miroslav KUBÁSEK, Daniel SCHWARZ, Daniel KLIMEŠ, Milan BLAHA a Jiří HOCH. Rektum.cz – webový portál pro analýzu a vizualizaci epidemiologie, diagnostiky a léčby nádorů rekta [online]. 2012.
- HŘEBÍČEK, Jiří, Miroslav KUBÁSEK, Lukáš KOHÚT, Luděk MATYSKA, Lucia TOKÁROVÁ a Jaroslav URBÁNEK. Vědecké výpočty v matematické biologii. Brno: Akademické nakladatelství CERM, 2012. 117 s. Neuveden. ISBN 978-80-7204-781-9.
- KLIMEŠ, Daniel, Ladislav DUŠEK, Miroslav KUBÁSEK, Alena ZOĽÁKOVÁ, Jindřich FÍNEK a Rostislav VYZULA. Technické řešení elektronické knihovny chemoterapeutických režimů pro hodnocení léčebných standardů v klinické praxi. Lékař a technika, Praha: ČLS JEP, 2011, roč. 41, č. 1, s. 77–85. ISSN 0301-5491.
- HŘEBÍČEK, Jiří, Karel BRABEC, Ladislav DUŠEK, Ivan HOLOUBEK, Miroslav KUBÁSEK a Jaroslav URBÁNEK. Assessment of Environmental Impact by Persistent Organic Pollutants. In SEGH 2010 International Conference and Workshops of the Society for Environmental Geochemistry and Health on Environmental Quality and Human Health. Galway, Ireland: National University of Ireland, 2010. s. 11.
- MUŽÍK, Jan, Ladislav DUŠEK, Jana KOPTÍKOVÁ, Petr PAVLIŠ, Miroslav KUBÁSEK, Jan ŽALOUDÍK a Rostislav VYZULA. SVOD - Information System for Inventive Analysis of Cancer Epidemiology. In Proceedings of the the 1st International Summer School on Computational Biology. Brno: Masarykova univerzita, 2005. s. 150–155, 6 s. ISBN 80-210-3907-8.
- HŘEBÍČEK, Jiří a Miroslav KUBÁSEK. EnviWeb and Environmental Web Services - A case study of environmental Web portal. In Environmental Online Communication. Australia: Springer-Verlag, 2004. s. 21–24, 3 s. Environmental online communication. ISBN 1-85233-783-4.

### Projekty
- EnviWeb – zpravodajský protál pro životní prostředí (spuštěn 2003)
- ZmapujTo – mapování environmentálních problémů (černé skládky) pomocí mobilních technologií (spuštěn 2012)
- Ukliďme Česko – úklidová akce, která je inspirována celosvětově úspěšným projektem Let's Do It!

### Další odkazy
- SVOD – epidemiologie nádorů České republiky on-line
- GENASIS – globální informační systém pro hodnocení životního prostředí
- Profil na Linkedin
- Publikace na Masarykově univerzitě  Archivováno 3. 2. 2014 na Wayback Machine.
- Publikace na Google scholar